# Endless Space
Endless Space ist ein Computerspiel des Publishers Amplitude Studios aus dem Jahr 2012. Es handelt sich dabei um ein rundenbasiertes Weltraumstrategiespiel. Die Fortsetzung Endless Space 2 erschien 2017.

## Spielprinzip
In Endless Space wählt der Spieler eine von neun einzigartigen Zivilisationen oder erstellt seine eigene und führt in der Rolle des Herrschers diese dann als intergalaktisches Imperium im Jahr 3000 zum Sieg über die anderen Nationen im Kampf um die Galaxis. Dies wird durch Erreichen der zuvor festgelegten Siegbedingungen bewerkstelligt, diese können beispielsweise Wirtschaft, Diplomatie oder militärische Überlegenheit umfassen.
Am Anfang eines neuen Spieles wird eine Galaxie mit Platz für insgesamt bis zu acht Spieler oder KI-Gegner anhand einer Vielzahl wählbarer Parameter zufällig generiert. Nach Wahl der Rasse (bzw. Erstellung einer eigenen anhand vieler definierender Eigenschaften) kolonisieren die Spieler daraufhin unterschiedliche Sonnensysteme, die jeweils bis zu sechs Planeten beinhalten können. Einzelne Sternsysteme mit mehreren Sonnensystemen darin sind durch Wurmlöcher untereinander verbunden, wodurch Schiffe auf schnellem Weg in Nachbarsysteme gelangen können.
Die Runden werden für alle Spieler zeitgleich abgeschlossen, nachdem jeder einzelne von ihnen alle gewünschten Aktionen (Verwaltung, Truppenbewegungen, Forschung etc.) beendet hat und den Zug abschließt, vergeht ein Jahr und ein neuer Zug beginnt.
Forschung ist auf vier verschiedenen Eigenschaftsbäumen möglich, es kann in den Bereichen Militär, Wissenschaft, Erkundung und Diplomatie/Handel geforscht werden. Die dadurch gewonnenen Forschungsergebnisse wirken sich auf die Flotte aus (neue Schiffstypen, größere Kapazität, höhere militärische Schlagkraft), verbessern die Infrastruktur (mehr Optionen für Planetenbewirtschaftung, Boni für Helden, bessere Reisemöglichkeiten, Entdeckung von Luxusgütern), ermöglichen Interaktionen zwischen anderen Mitspielern (Handel, diplomatische Beziehungen) und bringen die Entwicklung des galaktischen Imperiums in Schwung.
Das Konzept von „WIND“ repräsentiert die vier Grundressourcen im Spiel, nämlich Wissenschaft, Industrie, Nahrung und Dust (die Spielwährung). Dust ist ein Relikt der namensgebenden Endless, einer uralten Rasse, die vor den heute lebenden Spezies das Universum beherrschte. Durch die richtige Balance von WIND in den Systemen des Spielers wird eine großräumige Expansion des Imperiums ermöglicht. Parallel dazu muss der Spieler auf die Zufriedenheit seiner Bürger achten, die sich wiederum auf den Auswurf an Ressourcen auswirken kann, niedrige Zufriedenheit senkt die Effizienz, hohe Zufriedenheit steigert diese enorm. Auch kann ein Schieberegler für den Grad der Besteuerung die Erzeugung von Dust beeinflussen.
Die Rekrutierung von Heldeneinheiten verleiht den Spielern den Vorteil, diese entweder auf Planeten oder in Raumflotten stationieren zu können, was sich je nach Rang und Funktion des Helden in Boni für die jeweilige Aufgabe auswirkt. Mittels Dust werden diese rekrutiert, was einen pro Runde zu erbringenden Lohn pro Held mit sich zieht. Durch Erfahrung in der zugewiesenen Aufgabe steigt der Held im Level, was nicht nur den Lohn erhöht, sondern auch neue Fähigkeiten und Boni freischaltet. Anfänglich sind drei Helden verfügbar, diese können durch Forschung in ihrer maximal möglichen Zahl erhöht werden.
Weltraumschlachten zwischen Flotten werden per Schere-Stein-Papier-Prinzip mittels Sammelkarten, die einzelne Taktiken repräsentieren, ausgetragen. Die Schlachten bestehen aus Fern-, Mittelstrecken- und Nahkampf, wobei für jede Phase eine Karte ausgespielt wird, um den Zug des Gegners zu kontern und somit Schaden und Verteidigung der eigenen Flotte zu beeinflussen. Der Kampf kann entweder automatisch berechnet werden oder manuell ausgetragen werden, was es dem Spieler ermöglicht, die Schlacht animiert und in Echtzeit durch eine cinematische Kameraperspektive zu betrachten.
Siegbedingungen umfassen wahlweise Expansion (75 % des Universums erobern), Wissenschaft (den letzten Forschungsbaum erforschen), Wirtschaft (eine gewisse Menge an Dust verdienen), Diplomatie (Überleben mit einem Minimum an Kriegszuständen mit anderen Spielern), Überlegenheit (alle anderen Heimatplaneten erobern), Errungenschaft (Fünfmaliger Bau der Verbesserung "Infinites Imperium") oder einfach das Erreichen der höchsten Punktzahl.
Das Spiel ist im Singleplayer mit KI-Gegnern oder im Multiplayermodus mit Freunden oder anderen Spielern spielbar.

## Veröffentlichung und DLCs
Endless Space wurde ab 2. Mai 2012 auf Steam zum Vorverkauf freigegeben, wobei Vorbesteller Zugang zur Alpha- und Betaversion des Spieles bekamen. Diese konnten sich auch aktiv in die Entwicklung einbringen. Der offizielle Verkaufsstart war am 4. Juli 2012. Am 24. August 2012 wurde die Ladenversion als Emperor Space Edition veröffentlicht, die zusätzlich ein Poster, ein Artbook, den Soundtrack, ein Skinpack und einen Helden mitliefert.
Bislang wurden folgende, bislang kostenlose Downloadinhalte (DLCs) veröffentlicht:
- The Rise of the Automatons
- Echoes of the Endless
- Lights of Polaris
- Virtual Awakening

und ein Kostenpflichtiges:
- Disharmony